# Amazona festiva septentrional
L'amazona festiva septentrional (Amazona bodini) és una espècie d'ocell de la família dels psitàcids que habita boscos de ribera i sabanes de l'est de Colòmbia i Veneçuela.

## Taxonomia
Considerat freqüentment una subespècie d'Amazona festiva, ha estat considerat recentment una espècie diferent.